# Franciszek Dembiński (zm. 1762)
Franciszek Dembiński herbu Rawicz (zm. w 1762 roku) – podwojewodzi krakowski w 1732 roku, chorąży zatorsko-oświęcimski a w latach 1746–1762, sędzia ziemski krakowski w latach 1734–1746, cześnik zatorsko-oświęcimski w latach 1727–1734, szambelan królewski, kapitan wojsk koronnych w 1722 roku. 

## Życiorys
Był posłem województwa krakowskiego na sejm 1732 roku. W 1735 jako konsyliarz województwa krakowskiego roku podpisał uchwałę Rady Generalnej konfederacji warszawskiej. Poseł województwa krakowskiego na sejm zwyczajny pacyfikacyjny 1735 roku.